# 拜仁·班哲文
拜仁·班哲文（Brian A. Benjamin，1976年12月9日—）是一位美国政治家和商人，为民主党成员，是一名政治進步派人士。
他在2017年5月的特別選舉中首次當選紐約州參議院議員，从2017年到2021年代表纽约州第30號参议院选区，任內担任纽约州参议院的高级助理多数党领袖以及预算和收入委员会（Senate Committee on Budge and Revenue）主席。
2021年至2022年，担任纽约州副州长，其后被指控贿赂、串谋进行电汇詐騙、电信騙诈和两项伪造记录罪名，他在被起诉后辞去副州长职务，然而他否认所有控罪，直至2025年相关指控均被撤销。